# Chondrodendron tomentosum
Chondrodendron tomentosum Ruiz & Pavón è una delle sei specie accettate nel piccolo genere Chondrodendron, appartenente alla famiglia delle Menispermaceae. È una grande liana tropicale originaria dell'America centrale e meridionale. Contiene alcaloidi altamente tossici ed è una delle fonti del curaro, in particolare del "tubo curaro", il cui nome deriva dal nome dell'alcaloide tubocurarina, che ha viene usato in medicina.

## Descrizione
Chondrodendron tomentosum è una pianta rampicante legnosa con steli che possono raggiungere i 10 cm di spessore alla base e che può arrampicarsi fino a 30 metri nella volta della foresta pluviale. Le foglie grandi, lucide e cordate sono densamente ricoperte nella parte inferiore da una pubescenza bianca setosa, da cui deriva il nome comune 'foglia di velluto'.